# Pure Guava
Pure Guava — третий студийный альбом американской рок-группы Ween. Он был выпущен 10 ноября 1992 года лейблом Elektra Records и стал дебютным альбомом на крупном лейбле. Альбом содержит хит американского радио «Push th' Little Daisies».

## История
Многие песни на этом альбоме взяты как минимум из двух кассет, которые группа записала для друзей, в том числе из кассет под названием Springstuff и The Caprice Classic Tape, как сообщил Дин Уин в интервью австралийской радиостанции Triple J в 1993 году.
Песня «Big Jilm» была вдохновлена автодилером по имени Джеймс А. Лемонс, который работал в автосалоне, принадлежащем отцу Дина Уина.
Песня «Poop Ship Destroyer» стала одним из основных концертных номеров группы, хотя живые выступления традиционно мало похожи на альбомную версию и вместо этого исполняются в виде затянутого импровизированного джема, либо для наказания, либо для вознаграждения публики.

## Туры
В конце 1992 и 1993 годах группа гастролировала по США в поддержку альбома. Одно из этих выступлений состоялось в родном городе группы, Нью-Хоупе, штат Пенсильвания. В октябре 1993 года они провели тур из 11 концертов по Австралии, стране, где песня «Push th' Little Daisies» стала неожиданным радиохитом.

## Отзывы
| Оценки критиков               | Оценки критиков |
| Источник                      | Оценка          |
| ----------------------------- | --------------- |
| AllMusic                      | [ 7 ]           |
| Christgau's Consumer Guide    | C+              |
| Encyclopedia of Popular Music | [ 9 ]           |
| Entertainment Weekly          | B+              |
| MusicHound Rock               | [ 11 ]          |
| OndaRock                      | 7/10            |
| The Rolling Stone Album Guide | [ 13 ]          |
| Spin Alternative Record Guide | 6/10            |

Альбом получил в целом умеренные отзывы от современных музыкальных критиков.
Редактор AllMusic Хизер Фэрс назвала альбом «более отполированным и лаконичным», чем их предыдущие альбомы The Pod и GodWeenSatan: The Oneness, и заявила, что «учитывая, что его выпустила Elektra, он так же бескомпромиссен, как и их предыдущие работы, но даёт понять, насколько дальше они могут продвинуться в своей музыке». Билл Уайман в Entertainment Weekly поставил ему оценку B+, отметив, что он «очень, очень странный, но я не могу перестать его слушать». Роберт Кристгау был более негативен в своём обзоре на Village Voice, посчитав, что группа писала свои «испорченные» песни «бездумно (и как)». Далее он пренебрежительно назвал их «типом рекреационных смешков, которые любят хорошие анекдоты про негров, когда уверены, что их аудитория достаточно утончённа, чтобы их оценить. И, честно говоря, я не слышу здесь ни одного такого анекдота».
Pure Guava был описан как имеющий скромный коммерческий успех. За первые 6 месяцев после выпуска было продано 65 000 копий.

## Признание
В 1999 году Нед Раггетт, писавший для сайта Freaky Trigger, назвал Pure Guava 53-м лучшим альбомом 90-х годов, охарактеризовав его как «лучший дебютный альбом на крупном лейбле после инди-карьеры за десятилетие». Не в последнюю очередь потому, что он был записан в тех же условиях и в ходе тех же сессий, что и большая часть упомянутой ранее инди-карьеры, а это значит, что Ween добились успеха с альбомом, составленным из отбракованных треков, которые не подошли для их предыдущего альбома, и он по-прежнему остаётся одним из лучших альбомов, когда-либо записанных". В том же году немецкий журнал Spex включил альбом в свой список 100 лучших альбомов XX века. Ирландский композитор Aphex Twin назвал его одним из своих 10 любимых альбомов всех времён (что сделало его одним из двух альбомов Ween в списке, другим был The Pod). В 1992 году Faith No More исполнили части «The Goin' Gets Tough From the Getgo» в своём туре Angel Dust.
В 2013 году Эндрю Эрлз из Spin поместил Pure Guava на 7-е место в своём списке «40 самых странных альбомов крупных лейблов после Nevermind». Он отметил наличие «психотически плохо настроенных гитар, драм-машин на полной мощности, мудрых советов не „ласкать ласку“, баллад, игнорирующих ритм и логику, пятиминутной сюиты в стиле пауэр-электроника, нескольких сомнительных песен для подпевания с оскорбительными акцентами и, конечно же, поездки на „Poop Ship Destroyer“». В 2014 году Эрлс включил альбом в свою книгу «Gimme Indie Rock: 500 Essential American Underground Rock Albums 1981—1996», в которой он описывает «Pure Guava» как «один из самых странных альбомов, когда-либо выпущенных крупным лейблом». Он также считает его вторым альбомом, выпущенным крупным лейблом и полностью записанным на аналоговом четырёхдорожечном магнитофоне, после Nebraska (1982) Брюса Спрингстина.

## Список композиций
Все композиции написаны Ween, за исключением «Flies on My Dick», написанной Ween и Гаем Хеллером.
| №                   | Название                              | Lead vocals                   | Длительность |
| ------------------- | ------------------------------------- | ----------------------------- | ------------ |
| 1.                  | «Little Birdy»                        | Melchiondo and Chris Williams | 3:30         |
| 2.                  | «Tender Situation»                    | Melchiondo                    | 3:40         |
| 3.                  | «The Stallion Pt. 3»                  | Freeman                       | 3:30         |
| 4.                  | «Big Jilm»                            | Freeman and Melchiondo        | 2:10         |
| 5.                  | «Push th' Little Daisies»             | Freeman                       | 2:48         |
| 6.                  | «The Goin' Gets Tough from the Getgo» | Freeman and Melchiondo        | 2:08         |
| 7.                  | «Reggaejunkiejew»                     | Melchiondo                    | 4:51         |
| 8.                  | «I Play It Off Legit»                 | Freeman and Melchiondo        | 3:20         |
| 9.                  | «Pumpin' 4 the Man»                   | Freeman and Melchiondo        | 1:30         |
| 10.                 | «Sarah»                               | Freeman                       | 2:09         |
| 11.                 | «Springtheme»                         | Freeman                       | 3:00         |
| 12.                 | «Flies on My Dick»                    | Freeman and Guy Heller        | 3:26         |
| 13.                 | «I Saw Gener Cryin' in His Sleep»     | Melchiondo                    | 1:48         |
| 14.                 | «Touch My Tooter»                     | Freeman                       | 2:23         |
| 15.                 | «Mourning Glory»                      | Freeman                       | 5:14         |
| 16.                 | «Loving U thru It All»                | Freeman and Melchiondo        | 2:28         |
| 17.                 | «Hey Fat Boy (Asshole)»               | Freeman                       | 1:53         |
| 18.                 | «Don't Get 2 Close (2 My Fantasy)»    | Freeman                       | 3:23         |
| 19.                 | «Poop Ship Destroyer»                 | Freeman                       | 2:16         |
| Общая длительность: | Общая длительность:                   | Общая длительность:           | 55:27        |

## Чарты
| Чарт (1993)      | Высшая позиция |
| ---------------- | -------------- |
| Австралия (ARIA) | 93             |